# Der Mann und sein Name
Der Mann und sein Name ist eine Erzählung von Anna Seghers aus dem Jahr 1952.
In Ostdeutschland nach dem Krieg in der Nähe von Berlin: Die Liebe der jungen Neulehrerin Katharina zu dem jungen Schlosser Walter Retzlow wird auf eine harte Probe gestellt.

## Inhalt
Eigentlich weiß er im Nachhinein gar nicht mehr richtig, wie das geschah. Der Jugendliche Walter Retzlow war im letzten Kriegsjahr doch noch in die SS geraten. Er trägt keine Tätowierung in der linken Achselhöhle. Zwischen den Ruinen Berlins leben einige wenige alte Bekannte. Walter sucht diese gelegentlich auf, haust sonst in einem Berliner Ruinenloch und macht sich darin als Schlosser bei der schwer geprüften Bevölkerung nützlich. Zufällig wird er für einen Heinz Brenner gehalten. Das ist ein Verstorbener, der zu Lebzeiten im Zuchthaus und im KZ gequält worden war. Walter, ein Fragebogenfälscher, nimmt kurz entschlossen die Identität des Antifaschisten an und nennt sich Heinz Brenner.
Durch Arbeit beim Aufbau der DDR will Walter Schuld sühnen. Als geschickter Schlosser in einer neu gegründeten MAS verheimlicht er sowohl den Arbeitskollegen wie auch der Freundin Katharina seine dunkle Vergangenheit. Walter, ein tüchtiger Arbeiter, der sich auch bei der Bekämpfung von Naturkatastrophen bewährt, tritt sogar der Partei bei und lässt sich auf einer ihrer idyllisch gelegenen Schulen ausbilden.
Die Vergangenheit holt Walter schließlich ein, als er von Friedrich Gerber, alias ehemaliger SS-Angehöriger Berg, erkannt wird. Berg, der ebenfalls „die Vergangenheit ummontiert hat“  und in eine Position mit Verantwortung aufgestiegen ist, wartet auf seine Stunde, um den Kommunisten in der SBZ gehörig zu schaden. Während sich Berg gleich nach der Erkennungsszene nach Westdeutschland absetzt, bleibt Walter daheim und vertuscht weiter seine wahre Identität.
Endlich begibt sich der Sünder zusammen mit seiner Freundin Katharina zu einem Mann seines Vertrauens – einem Lehrer auf oben erwähnter Parteischule – und beichtet. Der Lehrer läuft mit Walter schnurstracks zur Volkspolizei. Die Beziehung zu Katharina geht – wieder einmal – auseinander. Walter kommt ins Gefängnis. Der Staatsanwalt erforscht Walters Arbeitsumfeld, sieht hernach von einer Anklage ab und lässt den Delinquenten frei. Walters Verbrechen fällt unter die Amnestie. Die Genossen von der Partei sind da weniger zimperlich. Sie schließen Walter aus ihren Reihen aus. Er darf sich in einer Traktorenfabrik bewähren. Der Schlosser kümmert sich dort um die Erziehung der Lehrlinge. Anna Seghers lässt ihre Story mit verhaltenem Optimismus ausklingen. Katharina, die in entscheidenden Stunden immer zu Walter gehalten hat, bleibt bei ihm, so sieht es aus: „Bald werden die beiden zusammen leben... Sie werden sich liebhaben. Es wird nicht leicht sein.“

## Interpretation
Während der Lebzeiten Stalins geschrieben und erschienen, wird die Lektüre für den freiheitlich gesinnten Leser im 21. Jahrhundert streckenweise zur empfindlichen Geduldsprobe. Schrade nennt die gemeinten Passagen „angestrengt-rhetorisch“ und „geradezu schwärmerisch“. Obwohl Anna Seghers einerseits die Psyche Walters tief auslotet, kann sie andererseits ihre Schwarzweißmalerei nicht lassen: Im Westen sitzen die Bösen und steuern Leute wie Berg. Walter trifft dreimal auf ihn. Im Osten handeln die Guten. Das sind durchweg alte Kommunisten. Die Erzählung kann als Dokument des Kalten Krieges gelesen werden. Zum Beispiel sagt ein DDR-Bürger: „Wir sind von Feinden umgeben, der Krieg bedroht uns.“

## Rezeption
- Schrade hebt die Sonderstellung des Textes im erzählerischen Werk der Autorin hervor. Anna Seghers habe sonst nie wieder ein Bild des nach 1945 ruinierten Deutschlands „in solcher Härte gezeichnet“.[7] Die „Divergenz“ der beiden Deutschland und „die Entwicklung vom alten zum neuen Menschen“ werde demonstriert.[8] Der bei den DDR-Oberen unerwünschte[9] Stoff – SS-Mann schlüpft beim Aufbau der DDR in die Rolle eines Antifaschisten – war im Schriftstellerverband der DDR kontrovers diskutiert worden.[10] Entscheidend für die Entwicklung des Protagonisten sei aber Walters „Verhältnis zur Arbeit“.[11] Die Darstellung solcher Wandlung eines Helden, ausgehend von seiner „inneren ‚Zertrümmerung‘“,[12] sei nach Anna Seghers die Aufgabe des Autors.[13]
- Die Glaubwürdigkeit der gezeigten Entwicklung des jungen Helden betreffend, erweise sich der Text als Vorläufer von Brigitte Reimanns „Ankunft im Alltag“.[14]
- Martin Straub: »Sie bauten ihr furchtbar geschlagenes Land auf, selbst furchtbar geschlagen.« Anna Seghers´ Erzählung „Der Mann und sein Name“ (1999)[15]

## Verfilmung
- Am 29. Mai 1983 wurde Vera Loebners Verfilmung im DDR-Fernsehen ausgestrahlt.[16] Ulrich Mühe spielte den Walter Retzlow, Gesine Laatz die Katharina und Eberhard Kirchberg den Berg.

### Textausgaben
Erstausgabe
- Der Mann und sein Name. Erzählung. 161 Seiten. Aufbau-Verlag, Berlin 1952

Verwendete Ausgabe
- Der Mann und sein Name. S. 5–106 in: Anna Seghers: Erzählungen 1952-1962. Band XI der Gesammelten Werke in Einzelausgaben (enthält noch Der erste Schritt. Brot und Salz. Vierzig Jahre der Margarete Wolf und die „Karibischen Geschichten“ Die Hochzeit von Haiti. Wiedereinführung der Sklaverei in Guadeloupe sowie Das Licht auf dem Galgen). 464 Seiten. Aufbau-Verlag Berlin 1981 (2. Aufl.), ohne ISBN

### Sekundärliteratur
- Heinz Neugebauer: Anna Seghers. Leben und Werk. Mit Abbildungen (Wissenschaftliche Mitarbeit: Irmgard Neugebauer, Redaktionsschluss 20. September 1977). 238 Seiten. Reihe „Schriftsteller der Gegenwart“ (Hrsg. Kurt Böttcher). Volk und Wissen, Berlin 1980, ohne ISBN
- Kurt Batt: Anna Seghers. Versuch über Entwicklung und Werke. Mit Abbildungen. 283 Seiten. Reclam, Leipzig 1973 (2. Aufl. 1980). Lizenzgeber: Röderberg, Frankfurt am Main (Röderberg-Taschenbuch Bd. 15), ISBN 3-87682-470-2
- Ute Brandes: Anna Seghers. Colloquium Verlag, Berlin 1992. Bd. 117 der Reihe „Köpfe des 20. Jahrhunderts“, ISBN 3-7678-0803-X
- Andreas Schrade: Anna Seghers. Metzler, Stuttgart 1993 (Sammlung Metzler Bd. 275 (Autoren und Autorinnen)), ISBN 3-476-10275-0
- Sonja Hilzinger: Anna Seghers. Mit 12 Abbildungen. Reihe Literaturstudium. Reclam, Stuttgart 2000, RUB 17623, ISBN 3-15-017623-9

## Anmerkung
1. ↑  Anna Seghers zitiert aus einem Telegramm Stalins an Wilhelm Pieck und legt die erbaulichen Worte Walter in den Mund: „Mit soviel Kraft für die Erhaltung des Friedens kämpfen wie im Krieg eingesetzt worden ist, von beiden Völkern gemeinsam.“ (Verwendete Ausgabe, S. 54, 4. Z.v.u.)